# Bris Rock
Der Bris Rock (englisch; bulgarisch скала Брис skala Bris) ist ein in nord-südlicher Ausrichtung 70 m langer und 60 m breiter Klippenfelsen vor der Nordwestküste von Nelson Island im Archipel der Südlichen Shetlandinseln. Er liegt 1,41 km westnordwestlich des Retamales Point, 2 km nordöstlich des Smilets Point und 2,1 km südwestlich von Withem Island.
Britische Wissenschaftler kartierten ihn 1968. Die bulgarische Kommission für Antarktische Geographische Namen benannte ihn im April 2021 nach dem vom schwedischen Segler und Autor Sven Yrvind (* 1939) entwickelten Bris-Sextanten, einem Festwinkelsextanten. 